# Horst Kollat
Horst Kollat (* 9. November 1925 in Berlin; † 24. Juli 2004 ebenda) war ein deutscher Politiker (SPD).

## Leben

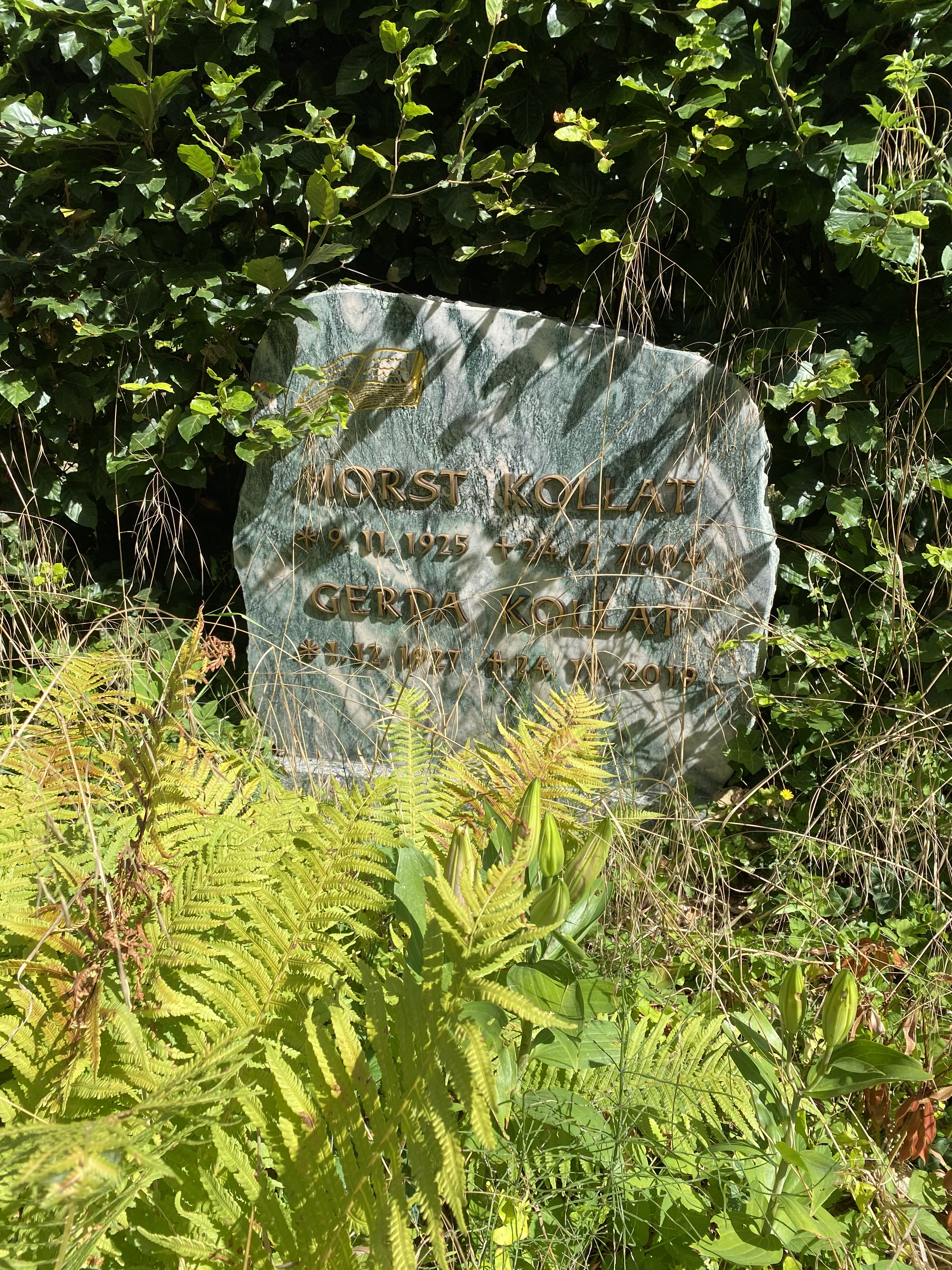
Grabstätte auf dem Friedhof Reinickendorf

Kollat besuchte ein Gymnasium, das er mit dem „Reifevermerk“ abschloss. Nach dem Zweiten Weltkrieg studierte er an der Humboldt-Universität zu Berlin Geschichte und Germanistik. Von 1957 bis 1963 war er Gymnasiallehrer und Studienrat. 
1955 wurde Kollat Mitglied der SPD. Bei der Berliner Wahl 1963 wurde er in die Bezirksverordnetenversammlung im Bezirk Wedding gewählt. Bereits nach einem halben Jahr wurde er anschließend zum Bezirksstadtrat für Volksbildung im Wedding gewählt, dieses Amt behielt er bis 1969. Bei der Wahl zum Abgeordnetenhaus 1975 wurde Kollat erstmals in das Parlament gewählt. Bei der folgenden Wahl 1979 konnte er das Direktmandat im Wahlkreis Reinickendorf 3 gewinnen. 1985 schied er aus dem Parlament aus.
Seine letzte Ruhestätte fand Horst Kollat auf dem Friedhof Reinickendorf. 